# Ctype.h
ctype.h — заголовний файл стандартної бібліотеки мови програмування С, який містить оголошення функцій для класифікації символів.
Аналогічний заголовний файл в С++ зветься cctype.

## Історія
Перші системні програмісти на мові C під Unix почали розробляти ідіоми для швидкої класифікації символів по різним типам. Наприклад, у наборі символів ASCII, наступний тест ідентифікує символ великої або малої латинської літери:
```
if
 
(
'A'
 
>=
 
c
 
&&
 
c
 
<=
 
'Z'
 
||
 
'a'
 
>=
 
c
 
&&
 
c
 
<=
 
'z'
)

```

Однак, ця ідіома не завжди працювала для інших наборів символів, як то EBCDIC.
Досить швидко, програми почали розростатись подібними один до одного тестами. Програміст може написати ту ж ідіому кількома різними способами, що ускладнює процес розуміння і підвищує ймовірність помилок.
Незабаром, найпопулярніші ідіоми було замінено на функції у заголовному файлі <ctype.h>.

## Вміст файлу <ctype.h>
Файл <ctype.h> містить прототипи для десятка функцій для класифікації символів. Усі з цих функцій, окрім isdigit та isxdigit є специфічними для конкретної локалі; їхня поведінка може змінитись разом зі зміною локалі.
| Тести                 | У вигляді int isfunc(int); Повертає позитивне значення у випадку істини, і навпаки. |
| --------------------- | ----------------------------------------------------------------------------------- |
| isalnum               | чи символ є буквою або цифрою                                                       |
| isalpha               | чи символ є буквою                                                                  |
| isblank               | чи є пропуском (доданий до C99)                                                     |
| iscntrl               | чи є керуючим символом                                                              |
| isdigit               | чи є цифрою                                                                         |
| isgraph               | чи є символом, який має графічне представлення                                      |
| islower               | чи є символом нижнього регістру                                                     |
| isprint               | чи є символом, який можна надрукувати                                               |
| ispunct               | чи є символом пунктуації                                                            |
| isspace               | чи є пропуском                                                                      |
| isupper               | чи є буквою верхнього регістру                                                      |
| isxdigit              | чи є шістнадцятковим числом                                                         |
| Перетворення символів | У вигляді int tofunc(int); Повертає конвертований символ, якщо тільки це не буква.  |
| tolower               | приводить символ до нижнього регістру                                               |
| toupper               | приводить символ до верхнього регістру                                              |

Стандарт Single Unix Specification версії 3 також додає такі функції:
| isascii | повертає числове значення символу від 0 до 127 |
| toascii | конвертує символ у ASCII                       |

## Приклад використання
Цей приклад зчитує введений користувачем символ, і у випадку, якщо він є буквою,  виводить "It is not a number".
```
#include
 
<stdio.h>

#include
 
<ctype.h>

int
 
main
()

{

    
char
 
c
;

    
while
(
 
scanf
(
"%c"
,
 
&
c
)
 
==
 
1
 
)
 
{

        
if
 
(
isdigit
(
c
))
 

            
printf
(
"You have input a number %c
\n
"
,
 
c
);

        
else

            
printf
(
"It is not a number!
\n
"
);

    
}
 
while
 
(
!
feof
(
 
stdin
 
));

    
return
 
0
;

}

```

Аналогічний приклад на C++:
```
#include
 
<iostream>

#include
 
<cctype>

using
 
namespace
 
std
;

int
 
main
()

{

    
char
 
c
;

    
while
(
 
cin
>>
c
 
)
 
{

        
if
 
(
isdigit
(
c
))
 

            
cout
<<
"You have input a number "
<<
c
<<
endl
;

        
else

            
cout
<<
"It is not a number!"
<<
endl
;

    
}

    
return
 
0
;

}

```